# Jean Gardes
Jean Gardes, né le 4 octobre 1914 à Paris et mort dans la même ville le  18 juillet 2000, est un colonel de l'armée française. 
Il se distingue au cours de la Seconde Guerre mondiale, au sein du 5e régiment de tirailleurs marocains (5e RTM), pendant la bataille de France en 1940, puis, en 1944-1945, au cours des campagnes d'Italie, de France et d'Allemagne. Il combat ensuite en Indochine, à partir de 1950, au sein d'un bataillon de tirailleurs algériens puis, durant la guerre d'Algérie, il dirige l'action psychologique à Alger au sein du 5e bureau. Il fait partie des officiers qui préparent le putsch des généraux de 1961. Il rejoint ensuite l'Organisation de l'armée secrète dont il devient l'un des dirigeants.

## Biographie

### Formation
Jean Gardes, d'origine auvergnate, naît le 4 octobre 1914 dans le 7e arrondissement de Paris. Il est élève de École spéciale militaire de Saint-Cyr de 1935 à 1937, dans la promotion Lyautey.  

### Seconde Guerre mondiale
Au cours de la bataille de France de 1940, Jean Gardes prend part aux combats de Belfort, puis de la Somme et, enfin sur la Loire, au sein du 5e régiment de tirailleurs marocains. Il prouve rapidement ses qualités d'« officier supérieur d'élite au moral élevé, ardent, vigoureux, tenace et doué d'un sens tactique développé », selon le secrétaire d'État aux Forces armées, Jules Moch, lors d'une citation à l'ordre de l'armée. Il est fait prisonnier deux fois et parvient à s'évader au terme d'équipées rocambolesques. 
Après la défaite française de 1940, il continue la lutte armée en Afrique française du Nord, puis il participe à la campagne d'Italie (1943-1945), avec le corps expéditionnaire français du général Juin, toujours au 5e régiment de tirailleurs marocains, comme commandant de compagnie. Puis, avec la 1re armée du général de Lattre de Tassigny, il contribue avec sa compagnie de tirailleurs à la libération de Montbéliard et fonce vers Engelsbrand, en Allemagne, où il participe à la prise de Talheim en avril 1945. Ses actions lui valent de recevoir la croix de guerre 1939-1945. En quinze mois de la campagne 1944-1945, il reçoit sept citations, est blessé deux fois et devient le capitaine français le plus décoré de la seconde guerre mondiale.
À la suite de la Libération, Jean Gardes devient l'aide de camp du général Antoine Béthouart, commandant en chef de la zone d'occupation française en Autriche. Il quitte ces fonctions en 1947 pour être affecté à l'état-major de l'armée et obtenir le brevet de parachutiste.

### Guerre d'Indochine
En 1950, il se porte volontaire pour l'Indochine française et participe à des opérations en pays thaï et à la frontière avec la Chine, au sein d'un bataillon algérien. Il coordonne ensuite le service de presse et d'information au cabinet du général de Lattre de Tassigny, puis du général Salan, les commandants successifs des forces armées en Indochine.

### Guerre d'Algérie
En 1954, il sert comme chef du 2e bureau (services de renseignement de l'armée) auprès du commandement en chef des troupes françaises au Maroc. Ce sont ses hommes qui informent en octobre 1956 le contre-espionnage français du départ de Rabat, pour Tunis, d'un avion transportant des chefs de la rébellion algérienne, dont Ahmed Ben Bella, ce qui donne son nom à l'affaire qui s'ensuit. L'avion est arraisonné en plein vol et contraint d'atterrir en Algérie et ses passagers sont faits prisonniers et internés en France.
Début 1958, alors lieutenant-colonel, il est nommé au 2e bureau de l'état-major des armées à Paris.  Jacques Chaban-Delmas le sollicite ensuite pour diriger l'information, au ministère de la Défense nationale, puis l'action psychologique durant les événements qui ramènent le général de Gaulle au pouvoir à partir de mai 1958. En novembre 1958, il devient le chef du 5e bureau, responsable de l'action psychologique, à Alger. Cette mutation se fait à la demande du général Raoul Salan, commandant supérieur en Algérie. 
Fort de ses expériences de la « guerre subversive » qu'il a découverte en Indochine et retrouvée au Maroc, il reçoit notes et directives pour mettre en œuvre dans l'armée et la population civile les instructions d'ordre psychologique définies par le commandement civil et militaire dans le cadre de la politique de pacification. Il est appelé à entretenir des relations avec tous les milieux et à assurer une liaison constante avec tous ceux qui peuvent lui permettre de prendre le pouls de la population, pour mieux le calmer à l'occasion.

### Semaine des barricades

#### Les prémices
Méfiant envers de Gaulle dès l'origine, le colonel Gardes lui devient franchement hostile dès qu'il choisit la voie de l'autodétermination pour l'Algérie, c'est-à-dire le 16 septembre 1959. Il se rallie à l'idée qu'il est possible de défaire par la même voie ce que la foule algéroise a fait le 13 mai 1958, autrement dit se débarrasser du Général pour instaurer un pouvoir fort favorable à l'Algérie française. 
Le 29 novembre 1959, les unités territoriales, formées de réservistes et de contractuels qui assurent un service intermittent pour seconder l'action de l'armée active, groupent leurs amicales en « Fédération des amicales des territoriaux et des groupes d'autodéfense », sous l'impulsion du colonel Gardes. Cette création était souhaitée par les autorités pour « développer, dans la ligne politique du 16 septembre, un sentiment plus vif de coopération dans la lutte contre le FLN et ses menées de propagande entre Européens et musulmans portant une arme aux côtés de l'armée ». 
Le 5e bureau et le colonel Gardes entretiennent naturellement des rapports étroits avec cette formation nouvelle. En quête d'un siège social, elle obtient 1, rue Charles-Péguy des locaux dans un ensemble réquisitionné à l'origine pour le 5e bureau. Le commandant de réserve Victor Sapin-Lignières est élu à la tête des UT. C'est un homme pondéré en qui le colonel Gardes retrouve un ancien de Saint-Cyr et un ami. Quant au secrétaire général, il s'agit de M. Marcel Honda, capitaine de réserve et membre du Front National Français (FNF) comme beaucoup de réservistes des unités territoriales. Sous influence du FNF de Joseph Ortiz, les unités territoriales (UT) se radicalisent dans l'opposition au pouvoir gaulliste.
En octobre 1959, Joseph Ortiz et des membres du FNF sont reçus à son domicile par le colonel Gardes, ce qui lui sera reproché. 

« Je maintenais simplement les contacts que ma mission m'imposait de maintenir. Ce qui comptait c'était voir les gens, peu importait le lieu. Le général Massu lui-même n'avait-il pas été amené à rencontrer M. Ortiz ? »

— Colonel Jean Gardes, Procès des barricades
Le colonel Gardes précisera également que c'est la confiance qu'avait en lui les dirigeants du FNF qui permit plus tard la résolution de la semaine des barricades. 
En dépit de la proximité du colonel Gardes avec le FNF, des rapports de police et de l'activité des services du colonel Godard (directeur de la sûreté nationale en Algérie), le délégué général en Algérie Paul Delouvrier ne parviendra pas à connaître les plans d'action du FNF, et ce jusqu'à la veille de la semaine des barricades. D'après Paul Delouvrier lui-même : « Ni la hiérarchie du maintien de l'ordre, ni les renseignements généraux, ni aucune autre source n'a pu me donner aucune indication sur une idée de manœuvre des dirigeants du FNF. ».

#### Les barricades
En janvier 1960 a lieu la semaine des barricades à Alger. 
Le 24 janvier, alors que les émeutiers commencent à se rassembler à Alger, le colonel Gardes donne des ordres à ses hommes afin d'empêcher que se tienne la manifestation. Vers 10h40 des camions militaires haut-parleurs de l'action psychologique font circuler les manifestants et leur interdisent l'accès à la manifestation. Vers 12h30, le colonel Gardes fait communiquer à ses supérieurs que ses services du 5e bureau ne sont plus en mesure d'empêcher la manifestation.
A 15 heures, le colonel Gardes et le capitaine Filippi sont vus en uniforme au balcon du PC Ortiz, c'est-à-dire en compagnie des chefs activistes qui ont déclenché les barricades. Les deux officiers affirment avoir pour ordre d'exercer une influence modératrice auprès des insurgés et de canaliser dans la mesure du possible leurs entreprises. Leur présence aux côtés des chefs des manifestants accrédite cependant dans la foule l'impression que les activistes disposent du soutien d'une partie de l'armée.

#### Le procès des barricades
Le 27 janvier, le colonel Gardes est muté à Saïda par le général Maurice Challe afin de remplacer le colonel Bigeard, et ceci en anticipant de trois jours une mutation prévue depuis le 10 décembre. Challe déclare à cette occasion : « Mon petit Gardes vous exagérez, je n'aime pas ça. Si vous voulez avoir encore une chance de prendre le secteur de Saïda filez-y tout de suite. ».  
Rapidement, le colonel Gardes est accusé d'avoir soutenu les activistes qui partagent ses convictions sur l'Algérie française. On l'accuse notamment de n'avoir pas communiqué à ses supérieurs tous les renseignements recueillis par le 5e bureau, et en particulier ceux qui auraient pu anticiper les émeutes.
Mis aux arrêts de rigueur à Paris, il est inculpé de complot contre la sûreté intérieure de l'Etat et le ministère public requiert cinq ans de prison contre lui. L'avocat-général, le colonel Mangin, prononce à cette occasion le réquisitoire suivant :

« Je ne peux dissimuler combien il m'est pénible d'avoir à requérir contre cet officier dont les états de services ont été si brillants. [...] Vous les connaissez : c'est en quinze mois de la campagne 1944-1945 sept citations, deux blessures, autant de témoignages de la bravoure qui fut celle du colonel Gardes. [...] 
Le colonel Gardes était donc le chef du 5e bureau. [...] Son domaine s'étendait non seulement à Alger, mais à toute l'Algérie. Les contacts avec les populations entraient donc dans ses attributions. C'était la partie la plus délicate, d'abord parce que le jeu subtil des manipulations est un jeu dangereux où celui qui croit manipuler l'autre peut être manipulé lui-même sans en avoir parfaitement conscience; ensuite parce qu'on peut se faire convertir par ceux qu'il s'agit de convertir. Même les saints ne sauraient aller en enfer sans risque grave. Or le général Challe nous a encore dit quelles étaient ses conceptions : il fallait éviter que la population algéroise ne puisse penser que l'armée soutiendrait n'importe quoi. Il est surprenant que le colonel Gardes, qui était un collaborateur du général Challe depuis le début, n'ait pas pénétré mieux après dix mois les sentiments de son chef.
On est donc en droit de s'étonner qu'il ait lié des relations étroites avec les leaders du FNF à partir du moment où ce mouvement a pris l'essor que l'on sait. [...]
Ainsi le colonel Gardes a commis en gardant le silence, ce que le général Challe appelle une faute. Pourquoi ? C'est que le 23 janvier dans cette ville d'Alger, où l'héritage du 13 mai est si lourd, le colonel Gardes est de cœur avec les artisans du tumulte; c'est, disons le mot, parce qu'il pactise avec eux. [...]
Va-t-il partir de ce PC Ortiz en claquant la porte ? Non, il y reste deux heures en uniforme, tendant ainsi à faire croire que le commandement cautionne cette occupation. Cette véritable apostasie de ses devoirs militaires laisse entendre qu'il cautionne, et elle peut être tenue pour un ralliement à Ortiz. Et de plus vers 15 h. 30 il apparaît au balcon ; aux yeux d'une foule immense. L'acte est grave. Toute la ville sait qui est le colonel Gardes, un des principaux collaborateurs du général Challe, donc un représentant du haut commandement. Et la population peut se dire que le haut commandement cautionne ce tumulte, cette agitation antigouvernementale. Qu'il se soit montré comme membre d'un comité de vigilance dont l'existence n'apparaît confirmée ni par l'information ni par les débats oraux, ou en sa qualité de chef du cinquième bureau, importe peu. Il s'est montré volontairement. Il a soutenu qu'il avait été poussé malgré lui sur le balcon. Mais le général Challe, là encore, a répondu : "On ne pousse pas comme cela un colonel en uniforme.". [...]
Le tribunal estimera sans doute qu'il existe en sa faveur d'assez larges circonstances atténuantes. On ne peut oublier ses brillants états de service passés. Mais, quoi qu'il puisse en coûter à un tribunal militaire, je lui demande de ne pas prononcer une peine inférieure à cinq ans de prison. Je conçois que votre cœur soit déchiré à l'idée d'une condamnation contre un officier de ce rang et de cette qualité. Mais je vous demande de vous défendre de toute faiblesse. Il faut que le pays ne puisse pas douter de votre fermeté. Il y va de la discipline de l'armée et, partant, de la sauvegarde de l'État. »

Le colonel Gardes est défendu par Maitres Isorni et Engrand. A la demande de Jacques Isorni, le maréchal Juin témoigne au procès. Il fait la déclaration suivante : 

« Je connais [...] très bien le colonel Gardes, dont le passé glorieux justifie l'avenir brillant qui lui est promis dans notre armée. [...]
[Le colonel Gardes est] un officier qui a été sous mes ordres dans des circonstances difficiles. Dès sa sortie de Saint-Cyr, il fut dressé à l'armée d'Afrique. Il n'y a qu'à voir les notes du colonel Gardes, elles sont toutes excellentes. J'ai le cœur déchiré, comme toute l'armée française, de l'avoir vu amener ici. Le poursuivre encore ce serait aller au-devant d'une nouvelle affaire Dreyfus, remettre en vigueur le principe de la raison d'État. Les consciences du jour n'admettent plus ces choses-là. »

— Maréchal Juin
Jacques Isorni cherche ensuite à faire avouer au maréchal qu'il soutient la cause de l'Algérie française. Cette manœuvre se solde par un semi-échec, Juin refusant de mettre en cause directement la politique du gouvernement gaulliste.
Le 2 mars 1961, le colonel Gardes est acquitté par le tribunal des forces armées. Il ne reçoit ensuite aucune affectation et réside à Metz.

### Putsch des généraux
Les colonels Gardes et Argoud rejoignent clandestinement l'Algérie le 20 avril 1961 par un vol d'Air Algérie au départ de Marignane et à destination de Bône. Le 21 avril 1961, le colonel Gardes participe au déclenchement du putsch des généraux. Lui et le colonel Charles Lacheroy sont placés à la tête du service d'information et de propagande des putschistes. En contact avec les civils de l'Organisation de l'armée secrète - à laquelle ils n'appartiennent pas encore - ils les chargent de retrouver Jacques Coup de Fréjac, le directeur de l'information à la Délégation générale d'Alger, qui a échappé au coup de filet des rebelles.
À la suite de l'échec du putsch, il passe dans la clandestinité.
Le 11 juillet 1961, il est condamné à mort par contumace par le Haut Tribunal militaire, et ce avec sept autres officiers. Il est également destitué.

### Direction de l'OAS
Jean Gardes est chargé de la section Organisation des Masses au sein de l'OAS. Cette section est notamment chargée du recrutement. Cette responsabilité lui incombe naturellement, lui qui a dirigé le 5e bureau à Alger.
En mars 1963, il est arrêté par les autorités espagnoles à Madrid, où il se cachait, et est expulsé vers l'Argentine.

#### Le maquis de l'Ouarsenis
En mars et en avril 1962, après le cessez-le-feu entre le Front de libération nationale et l'armée française, le colonel Gardes tente d'établir un maquis OAS dans l'Ouarsenis, en application du « plan Salan » qui vise à propager l'insurrection hors des zones urbaines. Pour Gardes, l'installation d'un petit maquis dans les Beni-Boudouane fera boule de neige et entraînera la création d'une vaste zone insurrectionnelle entre Alger et Oran. En effet, l'OAS est très fortement implantée dans la population européenne de la plaine qui borde au nord l'Ouarsenis. Le douar de Beni-Boudouane est d'autre part au cœur du domaine du bachaga Saïd Boualam, vice-président de l'Assemblée nationale, grand notable terrien et fougueux partisan de l'Algérie française. Le colonel Gardes espère pouvoir faire basculer le bachaga et ses centaines de harkis du côté de l'activisme. 
L'opération est minutieusement préparée par le colonel Gardes et le capitaine Montagnon. Un commando de 80 à 100 hommes, parfaitement encadrés et équipés, et disposant de sept véhicules, s'installe dans le maquis dans la nuit du 28 au 29 mars. Dès le 29 mars, les maquisards attaquent et enlèvent trois postes militaires isolés de l'Ouarsenis. De tous les soutiens qui lui avaient été promis, le colonel Gardes obtient seulement le ralliement d'un des fils du bachaga, ainsi que celui d'un des officiers du secteur, le commandant Paul Bazin. Le refus de la garnison, puis des populations avoisinantes de soutenir l'opération, et la rapidité d'intervention des forces de l'ordre, incluant le mitraillage du maquis par l'aviation, provoquèrent l'échec de Gardes et la dispersion du gros des forces dès le 31 mars. Le maquis sera toutefois actif pendant plus d'un mois.
Dans la nuit du 9 au 10 avril, le commandant Paul Bazin et cinq autres maquisards sont tués dans des combats qui opposent le maquis de l'Ouarsenis à l'Armée de libération nationale. L'ALN subit quant à elle des pertes estimés à une vingtaine d'hommes. Le déroulement de l'affrontement est incertain : d'après les hommes de l'OAS, ce sont les maquisards qui sont tombés dans une embuscade, tandis que d'autres rapports font état d'une embuscade montée par l'OAS. D'après cette dernière version, un commando OAS, fort d'une quarantaine d'hommes, a tendu lui-même un piège au convoi de l'ALN. Les membres de l'ALN seraient arrivés à bord de deux ou trois camions, précédés de deux voitures civiles. Certains assurent que des hommes en uniforme de parachutiste français ont arrêté les indépendantistes qui, sans méfiance, en raison du cessez-le-feu, ont stoppé leur convoi, aussitôt attaqué par les gens de l'OAS. La bataille aurait alors fait rage, les indépendantistes restant finalement maîtres du terrain après avoir reçu des renforts. 
Les maquisards capturés par l'armée française seront jugés en janvier 1963. Aucun d'entre eux n'avouera avoir vu le colonel Gardes au cours des opérations. Le reste des maquisards parvient à s'enfuir. 
L'échec de Gardes dans l'Ouarsenis tend à montrer que si l'OAS dispose encore en mars 1962 de moyens puissants et d'appuis psychologiques importants dans le secteur européen des populations urbaines, le bled ne paraît guère lui être favorable. 

### Fin de vie
Il s'établit dans le sud de l'Argentine, à Pigüé, et fonde une prospère fabrique de pâtés de lièvre et de perdreau, distribués par Moët & Chandon. Ses compétences en matière de lutte révolutionnaire et contre-révolutionnaire sont également sollicitées par le ministère argentin de la marine. 
Le 31 juillet 1968, le Journal officiel publie une loi d'amnistie dont bénéficie, entre autres, Jean Gardes, qui rentre aussitôt en France pour reprendre sa vie de famille, après plusieurs années de fuite et d'errance. Il n'effectuera par la suite plus aucune prise de position politique en public. 
Dans les années 80, il est le président de l'Association des combattants de l'Union française (ACUF) et l'Association pour la défense des intérêts moraux et matériels des anciens détenus de l'Algérie française (Adimad), où il contribue à apurer les relations entre ses anciens compagnons d'armes et le pouvoir et à faciliter leur reconversion professionnelle.
Il meurt le 18 juillet 2000 dans le 14e arrondissement de Paris.